# Adam Heinrich Rietze
Adam Heinrich Rietze [auch: Ritze; Rietz],  (* vermutlich zwischen 1740 und 1742 in Bismark (Altmark); † nach 1787), war ein deutscher Orgelbauer des Spätbarock im Magdeburger Umfeld und in der Altmark.

## Leben

### Familie
Über die Familie und das Leben von Adam Heinrich Rietze ist nur wenig bekannt. Aus einer Orgelbauakte geht hervor, dass er „ein Bismarcksches Kind“ gewesen sei, demzufolge aus Bismark (Altmark) stamme. Ein Taufeintrag liegt nicht vor. Allerdings begegnet im Kirchenbuch des „Hochfürstlichen Prinz Leopoldischen Regiments“ (= Altpreußisches Infanterieregiment No. 27) in der nahegelegenen Garnisonsstadt Stendal unter dem 5. August 1736 ein Eintrag zur Eheschließung von Hans Heinrich Rietze und Lucia Köhn. Der Ort Bismark (Altmark) gehörte zum Rekrutierungsgebiet der Garnison und es steht der Annahme nichts entgegen, diese Trauung auf die Eltern von Adam Heinrich Rietze zu beziehen. Am 18. Mai 1739 ist in der Taufmatrikel für das Ehepaar die Geburt einer Tochter Maria Elisabeth in Stendal bezeugt. Da im Kirchenbuch die Aufzeichnungen für Taufen zwischen dem 1. November 1740 und dem 17. September 1742 fehlen, ist die Geburt eines Sohnes für diesen Zeitraum zwar nicht belegbar, aber denkbar und im biografischen Kontext durchaus plausibel. Auch deutet die für die damalige Zeit übliche Weitergabe des zweiten Vornamens vom Vater an den Sohn auf den familiären Zusammenhang. Inwieweit die Familie ihren Lebensmittelpunkt zwischenzeitlich nach Bismark (Altmark) verlegt hatte, ließ sich nicht eruieren. Adam Heinrich Rietzes Sohn Georg Rietze bewarb sich 1786 um die Stelle als „Domkapitularischer Orgelbauer“ in Magdeburg. Aus der o. g. Orgelakte geht des Weiteren hervor, dass Adam Heinrich Rietze 1787 invalide war, womit ein terminus post quem gegeben ist.

## Werdegang
Adam Heinrich Rietze absolvierte seine Lehre bei dem Magdeburger Orgelbaumeister Christoph Treutmann II († 1781) und blieb bei ihm bis 1769 als Geselle – zeitgleich mit dessen Sohn gleichen Namens Christoph Treutmann III (* um 1750; nachweisbar bis 1795). Anschließend betrieb er in Magdeburg eine eigene Orgelbauwerkstatt. Der für die Berliner Orgelbautradition bedeutende Orgelbaumeister Johann Simon Buchholz (1758–1825) ging bei Adam Heinrich Rietze in Magdeburg in die Lehre.

## Orgelwerke
Die für Adam Heinrich Rietze nachweisbaren Orgeln sind nur rudimentär erhalten oder wurden – wie in der Entwicklungsgeschichte des Orgelbaus häufig – umgebaut oder mussten zeitgemäß einem modernen Neubau weichen. Seine Orgelwerke stehen im Zusammenhang mit der Orgelbautradition der drei Generationen in Folge tätigen Orgelbauer-Familie Christoph Treutmann. Rietzes Orgeln gehören zu den orgelbaugeschichtlich interessanten Werken der Orgelbaukunst in der Magdeburger und altmärkischen Region in der zweiten Hälfte des 18. Jahrhunderts. Insbesondere die von der Orgelbaufirma Reinhard Hüfken durch Orgelbaumeister Peter Petersohn restaurierte Orgel der St. Andreaskirche in Bottmersdorf ermöglicht Einblicke in die Spezifik des mitteldeutschen Orgelbaus im Spätbarock.

## Rietze-Orgeln
- 1767: Orgel (6/I) für die Kirche in Schorstedt – vermutlich Umsetzung und Umbau einer Orgel von Johann David Tiensch
- 1770: Orgel (9/I+P) für die Kirche St. Andreas in Bottmersdorf bei Wanzleben – Umbau und Erweiterung einer Orgel von Johann Decker um ein Pedalwerk (Teile des Orgelwerks und Prospekt erhalten, restauriert)
- 1774: Kostenvoranschlag für die Reparatur der Matthias-Hartmann-Orgel (34/III+P) von 1712 in der Kirche St. Jacobi in Wanzleben
- Vor 1780: Orgel, die in der Freien religiösen Gemeinde Magdeburg stand und nach Wiendorf bei Könnern[6] umgesetzt wurde (barocker Prospekt erhalten)
- 1781: Orgel (10/I+P) für die Kirche St. Johannes in Vahldorf (Teile des Werks und Prospekt erhalten, restauriert)
- 1782: Orgel (12/I+P) für die Kirche St. Nikolai (ehem. Wunderblut-Wallfahrtskirche) in Bad Wilsnack (Teile des Werks und Prospekt erhalten)
- 1782/1783: Vollendung der von Christoph Treutmann II († 1781) begonnenen zweimanualigen Orgel für die Liebfrauenkirche in Burg (nicht erhalten)
- 1783: Orgel (24/II+P) für die St Nicolai in Burg (nicht erhalten)
- 1783: Kostenvoranschlag für Reparatur und Neubau der Orgel (16/II+P) in Bismark (Altmark).